# Leonel Herrera Rojas
Leonel Anselmo Herrera Rojas (* 10. Oktober 1948 in Tierra Amarilla, Provinz Copiapó) ist ein ehemaliger chilenischer Fußballspieler, späterer Fußballtrainer und Politiker. Mit dem CSD Colo-Colo kam der Innenverteidiger ins Finale der Copa Libertadores 1973. Von 1996 bis 2000 war Herrera für den Stadtrat von Santiago aktiv.

## Spielerkarriere

### Verein
Leonel Herrera spielte seit 1967 in der Profimannschaft des CSD Colo-Colo in der Primera División, für die er bis 1985 mit einer Unterbrechung vier Jahren bei Unión Española auf dem Platz stand. Mit Colo-Colo holte Herrera sechs Meisterschaften und vier Pokalsiege. Bei der Copa Libertadores 1973 erreichte er das Finale des Wettbewerbs, unterlag dort aber im Entscheidungsspiel dem argentinischen Titelverteidiger CA Independiente mit 1:2 nach Verlängerung, nachdem Hin- und Rückspiel des Finales ebenfalls Unentschieden endeten.
Während seiner Zeit bei Unión Española holte Herrera 1977 eine weitere Meisterschaft. Sein letztes Karrierejahr verbrachte Herrera beim Zweitligisten CD O’Higgins, mit dem er Meister der Apertura wurde, den Aufstieg am Ende der Clausura als Dritter allerdings knapp verpasste.

### Nationalmannschaft
In der chilenische Nationalmannschaft gab Leonel Herrera im August 1971 gegen Argentinien sein Länderspieldebüt. Nach weiteren Freundschafts-Pokalen zwischen südamerikanischen Ländern und Freundschaftsspielen sowie einem Qualifikationsspiel zur Fußball-Weltmeisterschaft 1974, für die er nicht für den Endkader nominiert wurde, nahm Herrera an der Copa América 1975 teil. Er kam bei der 1:2-Niederlage gegen Bolivien zu einem Turniereinsatz, als er in der 73. Spielminute eingewechselt wurde. Chile scheiterte in der Vorrunde am späteren Turniersieger Peru. Bei der Copa América 1983 stand Herrera in drei der vier Vorrundenspiele in der Startelf, sein Team landete hinter dem späteren Turniersieger in der Gruppe auf dem zweiten Platz und qualifiziert sich nicht für das Halbfinale. Das letzte Länderspiel von Herrera war ein 2:2-Unentschieden im Qualifikationsspiel gegen Paraguay zur Fußball-Weltmeisterschaft 1986. Herrera kommt auf insgesamt 41 Länderspieleinsätze.

## Trainerkarriere
Nach seiner aktiven Karriere trainierte Herrera verschiedene chilenische Klubs, allerdings er nie länger als zwei Jahre bei einem Verein. Nach seiner letzten Cheftrainerposition bei Deportes Melipilla arbeitete Herrera von 2004 bis 2012 am Projekt von Real Madrid, eine Filiale des Vereins in La Florida zu gründen.

## Politik
1996 kandidierte Leonel Herrera als Stadtrat von La Florida. Er trat für die Partido por la Democracia im Mitte-Links-Bündnis Concertación de Partidos por la Democracia und kam mit 6982 Stimmen für vier Jahre in den Stadtrat.

## Erfolge

### Spieler
Colo-Colo
- Chilenischer Meister (6): 1970, 1972, 1979, 1981, 1983, 1986
- Chilenischer Pokalsieger (1): 1974, 1981, 1982, 1985

Unión Española
- Chilenischer Meister (1): 1977

CD O’Higgins
- Chilenischer Zweitliga-Meister (1): Apertura 1986

## Sonstiges
Leonel Herrera Rojas ist Vater des späteren Copa-Libertadores-Siegers Leonel Herrera Silva und Cousin von Eladio Rojas, der wie Herrera Rojas selbst in der Nationalmannschaft spielte und an der Fußball-Weltmeisterschaft 1962 im eigenen Land teilnahm.